# Phacomorphus fratyi
Phacomorphus fratyi es una especie de escarabajo del género Phacomorphus, familia Leiodidae. Fue descrita por Dupré en 1995.

## Distribución
Se encuentra en España.